# 30 juillet dans les chemins de fer
30 juin 30 août
Chronologies thématiques
- Croisades
- Sports
- Disney

Cette page concerne les événements qui se sont déroulés un 30 juillet dans les chemins de fer.

## Événements

### XIXesiècle
- 1893. France : mise en service du tronçon Rimeux-Gournay - Montreuil de la ligne Aire-sur-la-Lys - Berck-Plage.

### XXesiècle
- 1936. France : annonce de la mise en place du billet populaire de congés annuel.
- 1996. Union européenne : publication d'un livre blanc intitulé « une stratégie pour revitaliser les chemins de fer communautaires » et destiné au développement du trafic communautaire.

### XXIesiècle
- 2003. Royaume-Uni : la rame Eurostar no 3313/14, composée de 14 voitures, établit le nouveau record de vitesse ferroviaire au Royaume-Uni à 334,7 km/h, sur la ligne nouvelle Channel Tunnel Rail Link.